# Mont Yoko (Hidaka)
Pour les articles homonymes, voir Mont Yoko (Yatsugatake septentrional) et mont Yoko.
Le mont Yoko (横山, Yoko-yama) est une montagne culminant à 725 m d'altitude dans les monts Hidaka en Hokkaidō au Japon.
La montagne compte trois pics :
- le mont Yoko septentrional (北横山, Kita-yoko-yama?) — 725 m d'altitude ;
- le mont Yoko central (横山中岳, Yoko-yama-naka-dake?) — 724 m d'altitude ;
- le mont Yoko méridional (南横山, Minami-yoko-yama?) — 655 m d'altitude.